# Tsutomu Sakamoto
Tsutomu Sakamoto –en japonés, 坂本 勉, Sakamoto Tsutomu– (Nanbu, 3 de agosto de 1962) es un deportista japonés que compitió en ciclismo en la modalidad de pista, especialista en las pruebas de velocidad individual.
Participó en los Juegos Olímpicos de Los Ángeles 1984, obteniendo la medalla de bronce en la prueba de velocidad individual.

## Medallero internacional
| Juegos Olímpicos | Juegos Olímpicos             | Juegos Olímpicos  | Juegos Olímpicos     |
| Año              | Lugar                        | Medalla           | Competición          |
| ---------------- | ---------------------------- | ----------------- | -------------------- |
| 1984             | Los Ángeles (Estados Unidos) | Medalla de bronce | Velocidad individual |